# Van Abbemuseum
El Van Abbemuseum (Dutch pronunciation: [vɑn ˈɑbəmyˌzeːjɵm]) és un museu d'art modern i contemporani situat al centre d'Eindhoven, Països Baixos, a la riba est del riu Dommel. Establert el 1936, el museu rep el nom del seu fundador, Henri van Abbe, que estimava l'art modern i volia gaudir-lo a Eindhoven. Des del 2010, la col·lecció del museu contenia més de 2700 obres d'art, de les quals aproximadament 1.000 eren sobre paper, 700 eren pintures i 1000 eren escultures, instal·lacions i obres de vídeo.
El museu té una superfície de 9.825 m ² i conté una de les col·leccions de pintures més grans del món d'El Lissitzky. També compta amb obres de Pablo Picasso i Vassili Kandinski.

## Història
La col·lecció original del museu va ser comprada per l'ajuntament d'Eindhoven el 1934 en un acord amb Henri van Abbe, col·leccionista privat i fabricant de cigars local. A canvi de comprar part de la seva col·lecció, la fàbrica Van Abbe va pagar i donar l'edifici del museu, que es va inaugurar el 1936. La ciutat va fer que l'arquitecte Alexander Kropholler dissenyés un edifici que és un conjunt simètric de galeries a l'estil tradicionalista. El nom del museu es va posar en publicacions com a "Stedelijk Van Abbemuseum" fins a aproximadament el 1990 i com a "Van Abbemuseum" després.

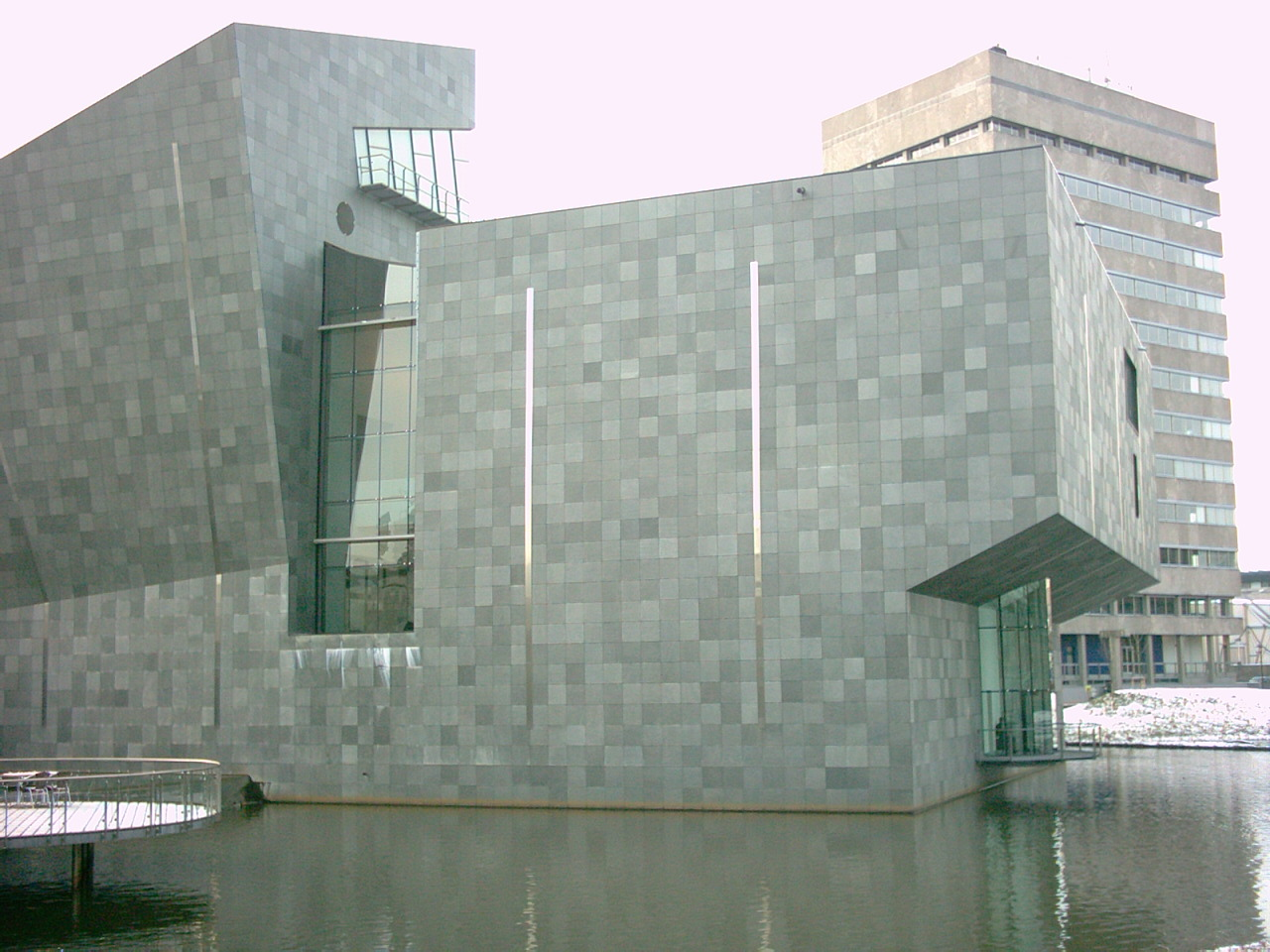
La nova extensió. Vista al sud-est, amb l'Ajuntament (fons a la dreta).

Com que l'edifici s'havia quedat massa petit per a les exigències modernes, es va fer una nova ampliació de l'edifici, inclosa una torre de 27 m, dissenyada per Abel Cahen; va ser inaugurat el 2003 per la reina Beatriu I dels Països Baixos.

## Col·lecció
La col·lecció original contenia obres de Jan Sluijters, Carel Willink i Isaac Israëls, entre d'altres, principalment obres contemporànies holandeses i belgues. El museu també va comprar altres obres del fundador Henri van Abbe abans de morir el 1940.
La col·lecció es va desenvolupar principalment sota la direcció d'Edy de Wilde i Rudi Fuchs. Mentre que De Wilde va comprar obres modernistes clàssiques de Picasso, etc., Fuchs va comprar obres d'artistes de la seva pròpia generació, en particular treballs conceptuals de la pintura nord-americana i alemanya.
L'actual director, Charles Esche, ha dut a terme una política de col·leccionisme geogràficament més diversa que es concentra en obres procedents d'Europa central i oriental, incloses Nedko Solakov, Mladen Stilinovic, Wilhelm Sasnal, Artur Zmijewski, així com obres en vídeo de l'artista israelià Yael Bartana.
Les adquisicions més recents inclouen peces de Pablo Picasso, Vassili Kandinski i Piet Mondrian. El museu també és reconegut internacionalment per tenir una de les col·leccions més grans d'obres d'El Lissitzky.
El Van Abbemuseum també alberga la col·lecció de pòsters realitzats per la situacionista Jacqueline de Jong a París durant el maig del 1968.
El museu va tenir 96.750 visitants el 2011 i 98.100 visitants el 2012.

## Galeria

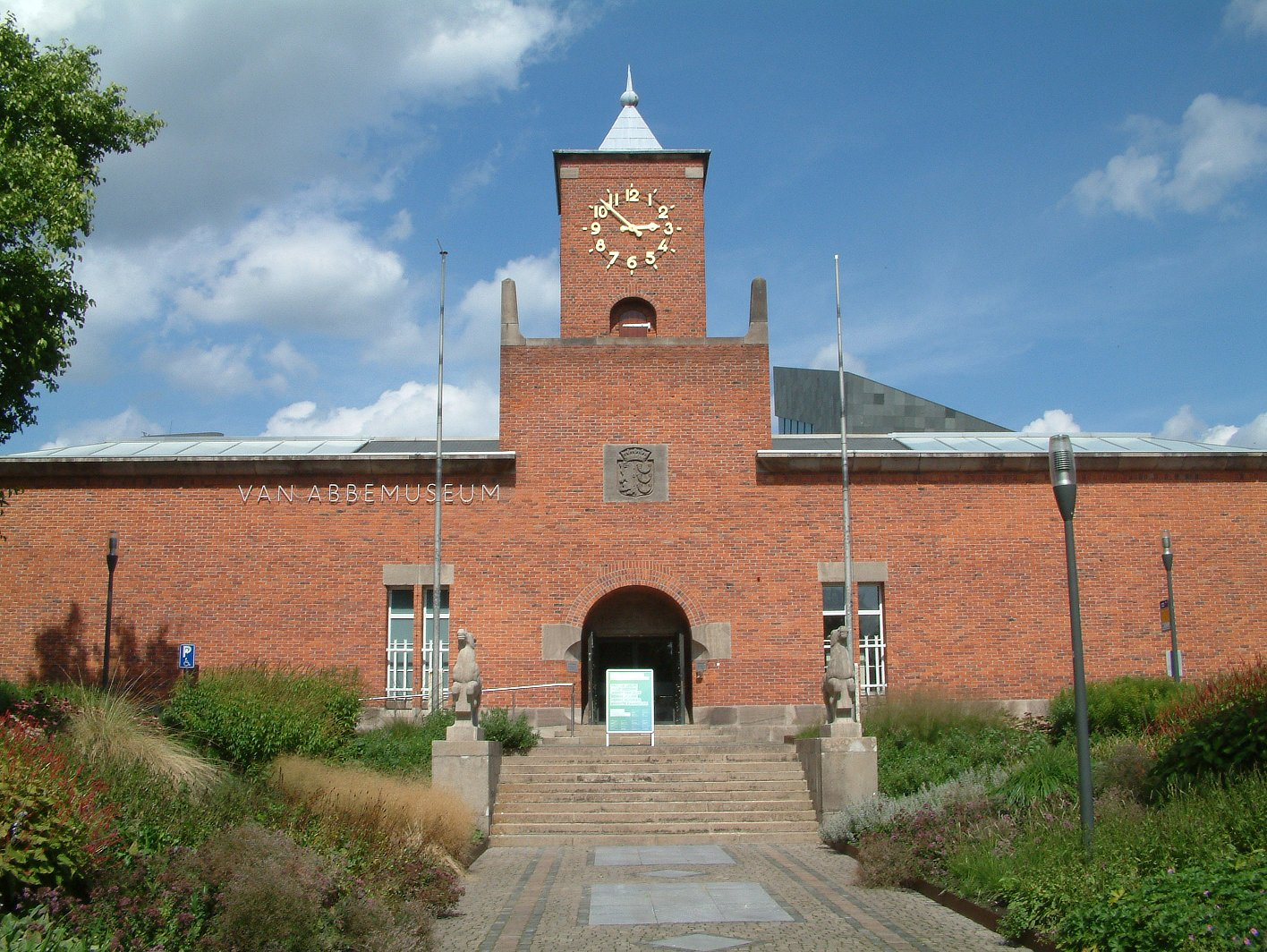
Entrada principal
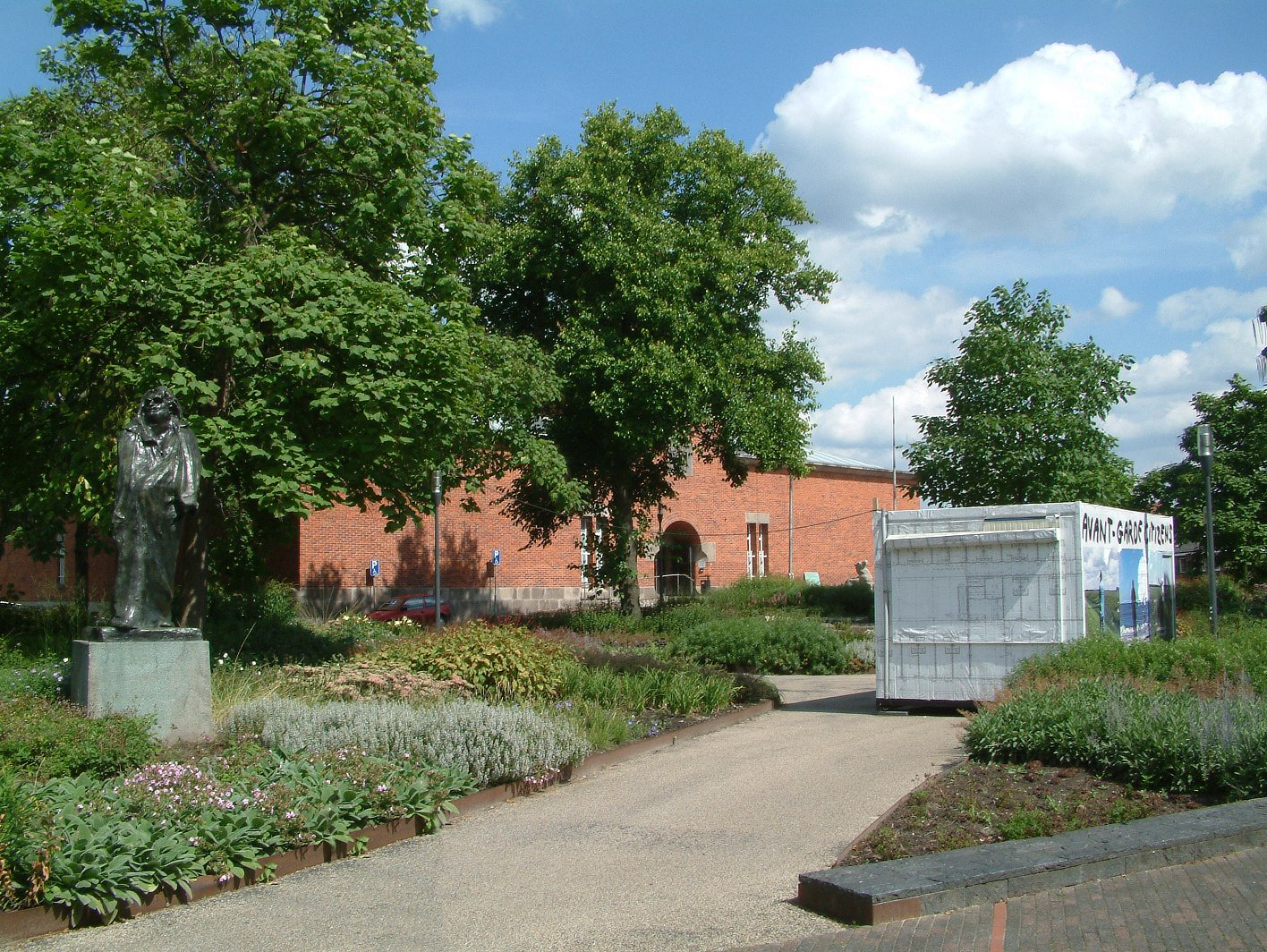
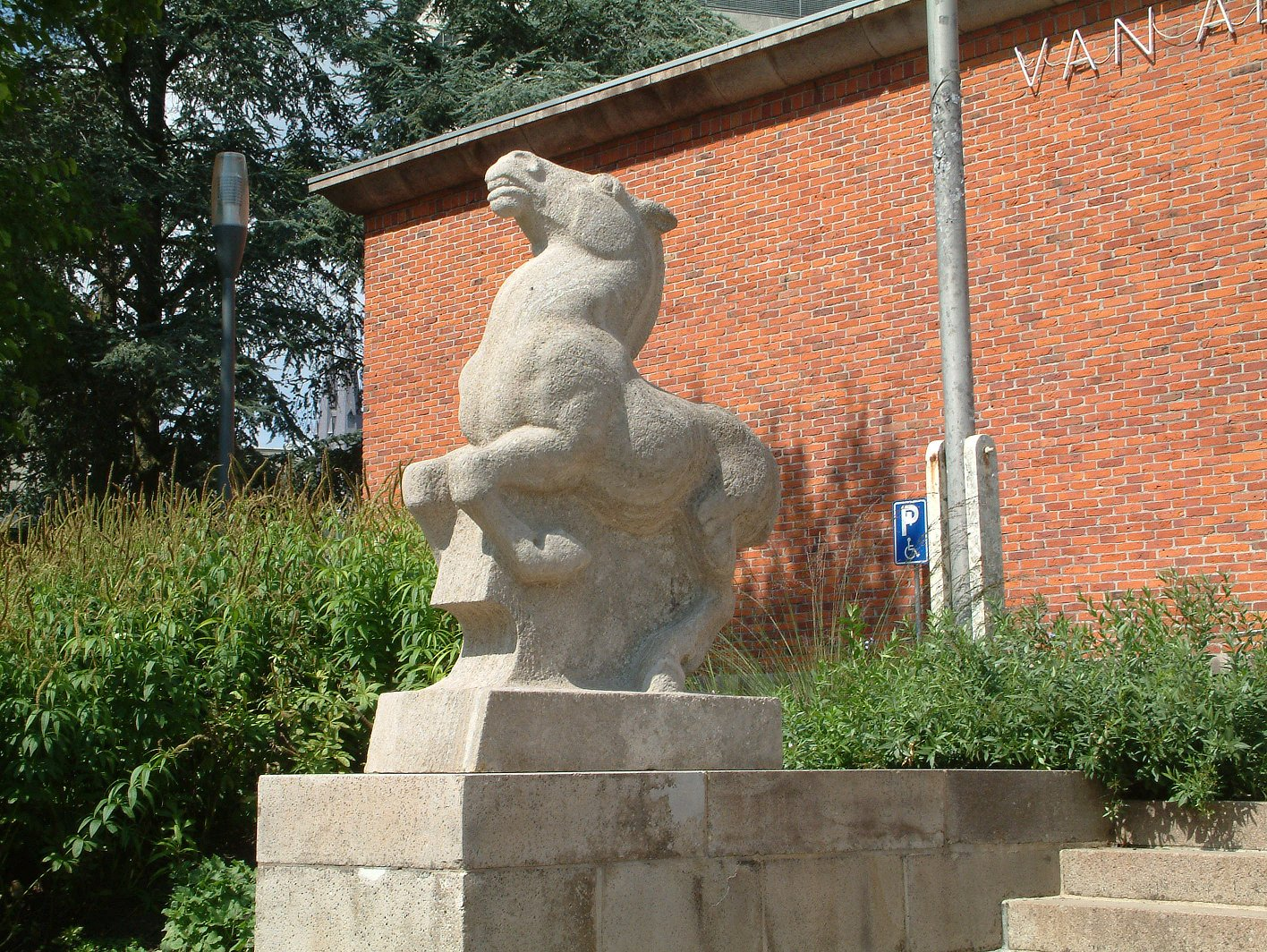
Entrada del vell al nou edifici, Rädecker John.
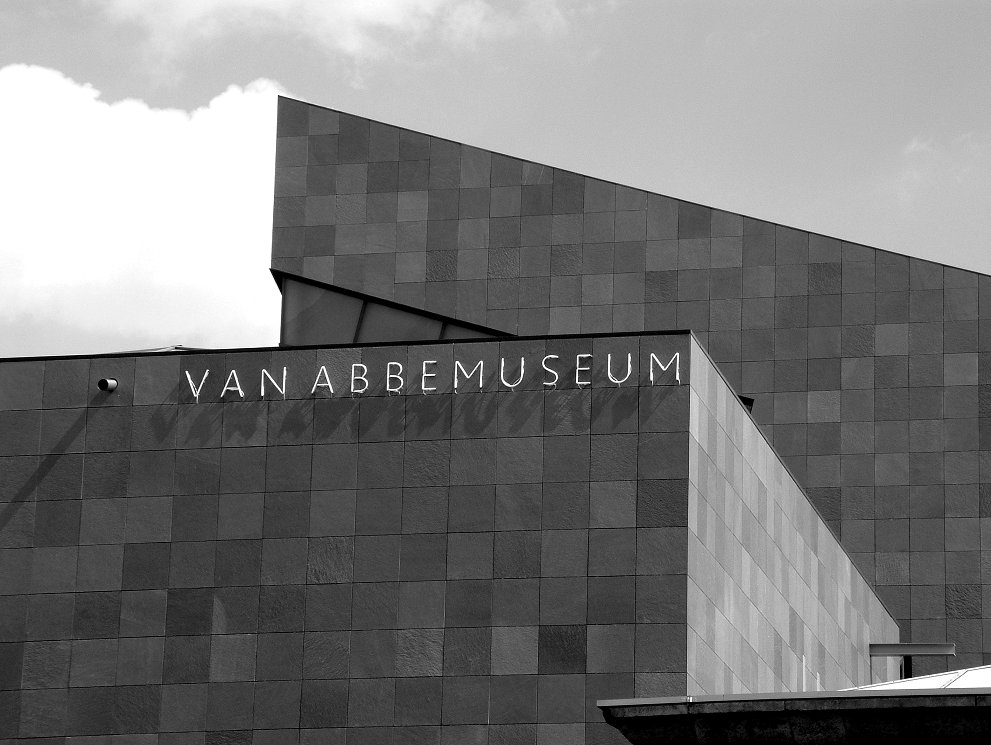
Part de la nova ala.
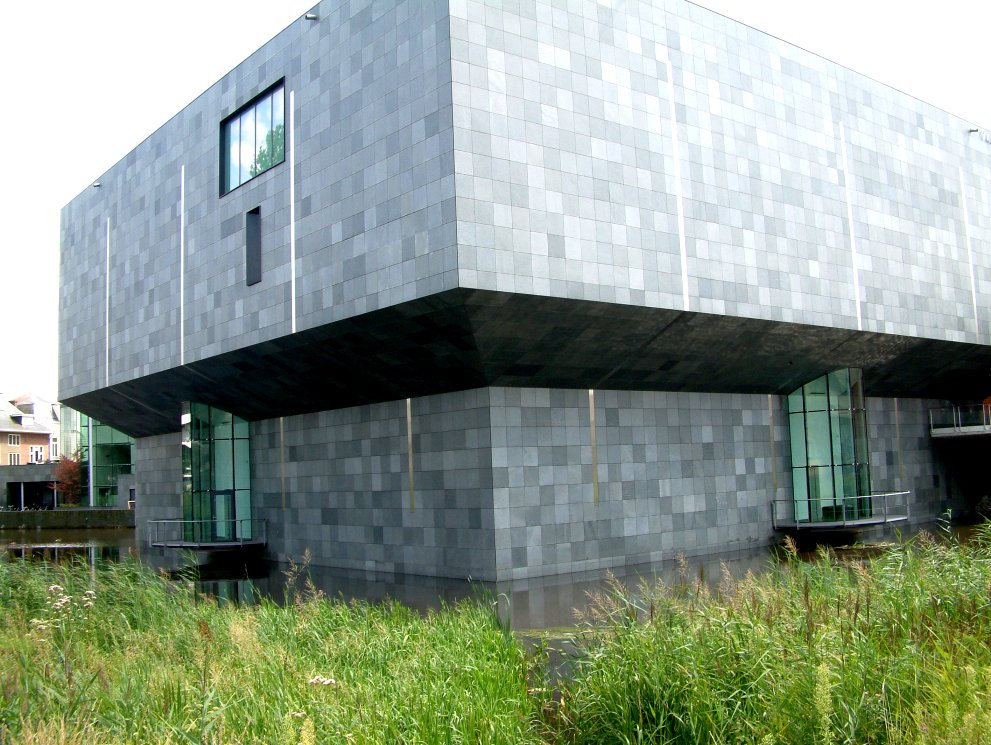
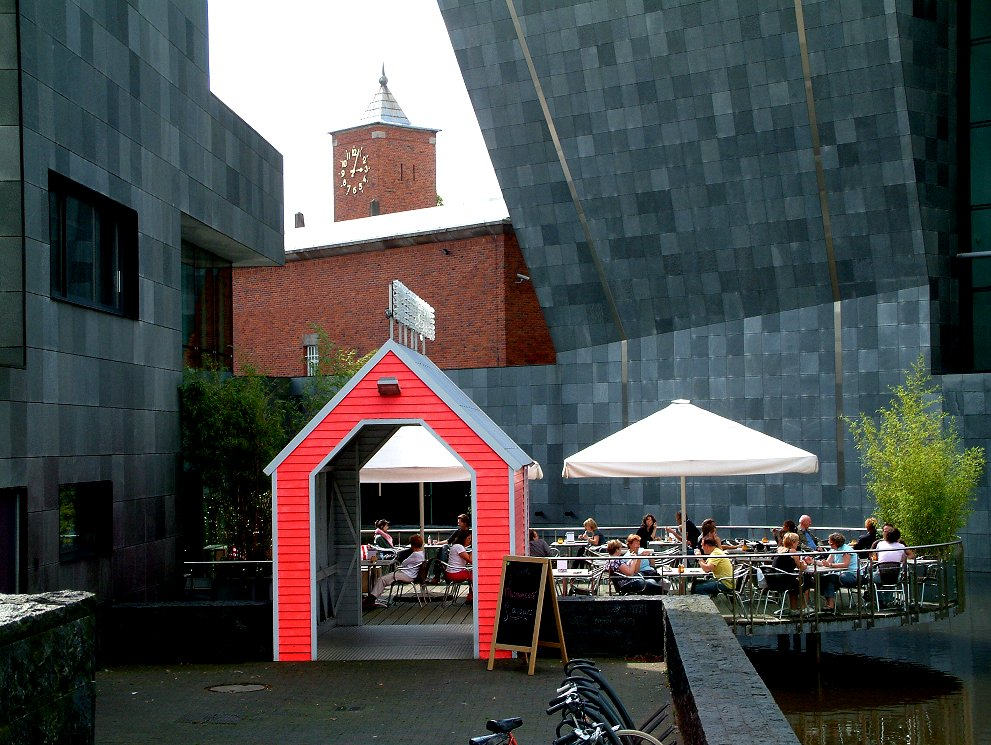
Nou i vell edifici.
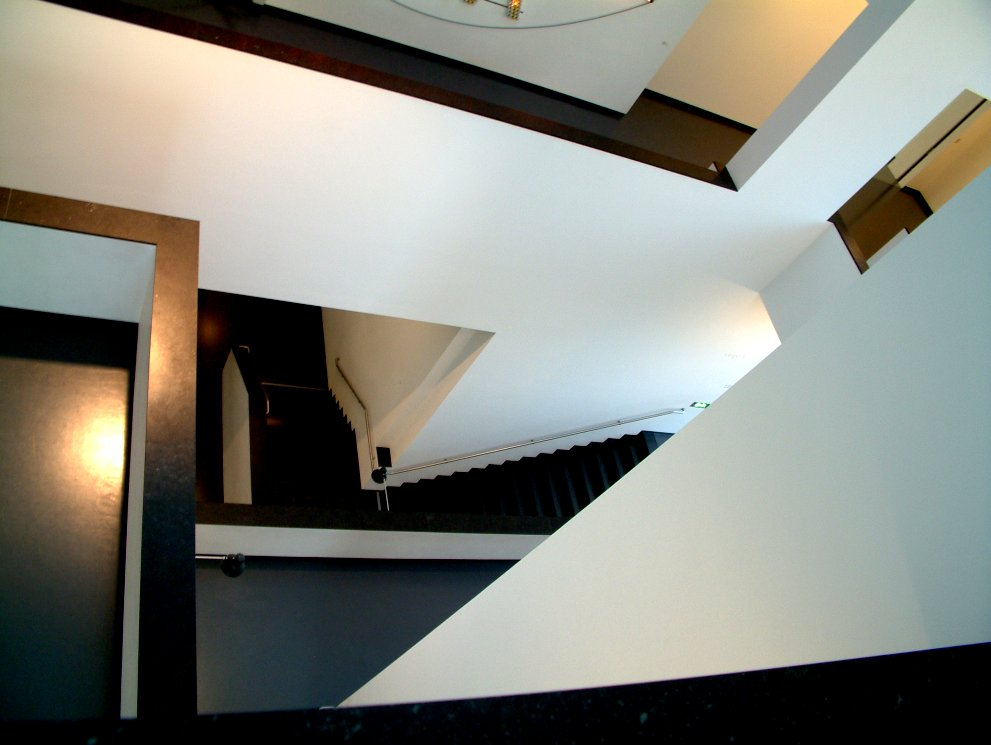
Vista de les cinc plantes de l'edifici.
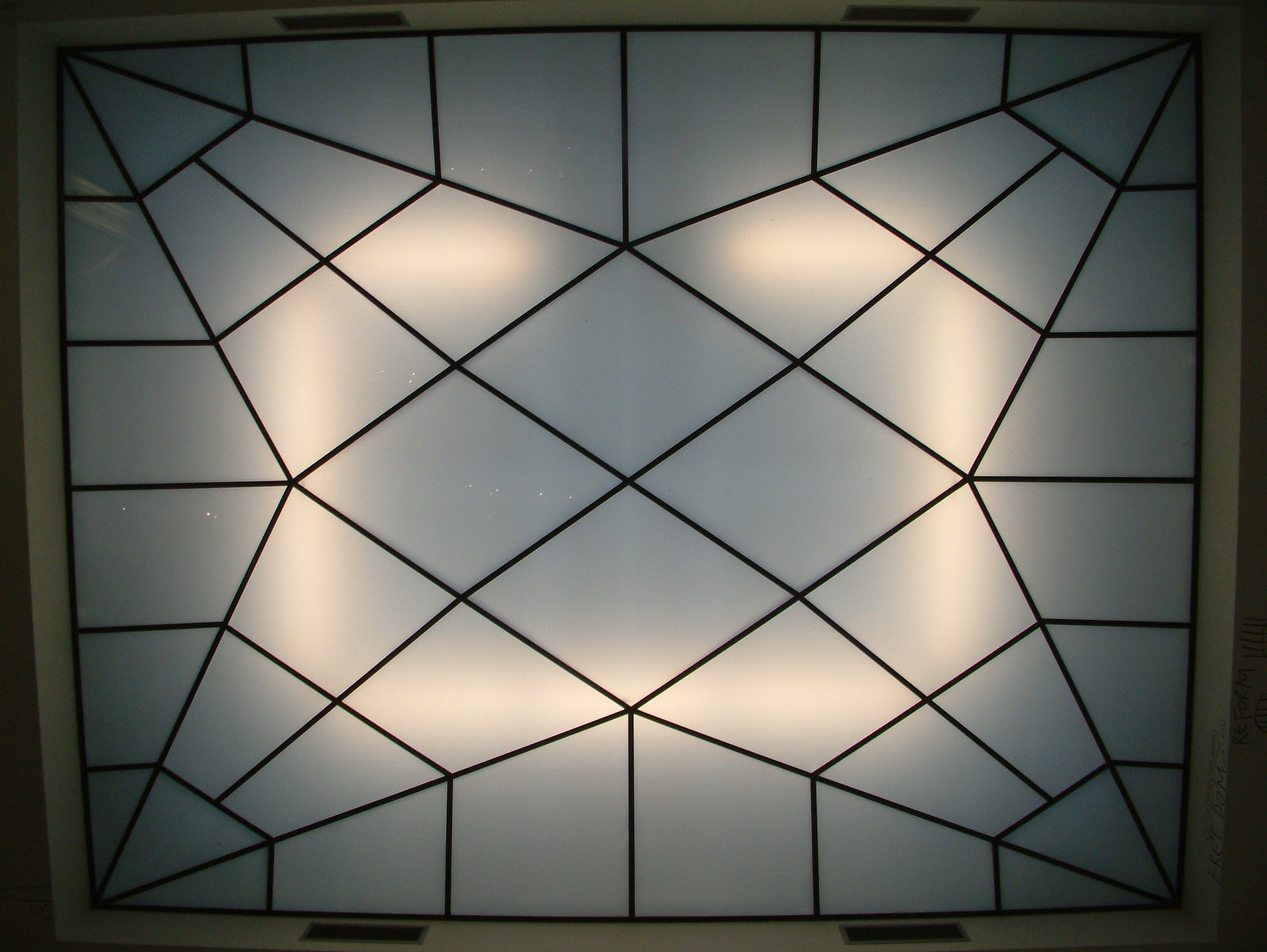
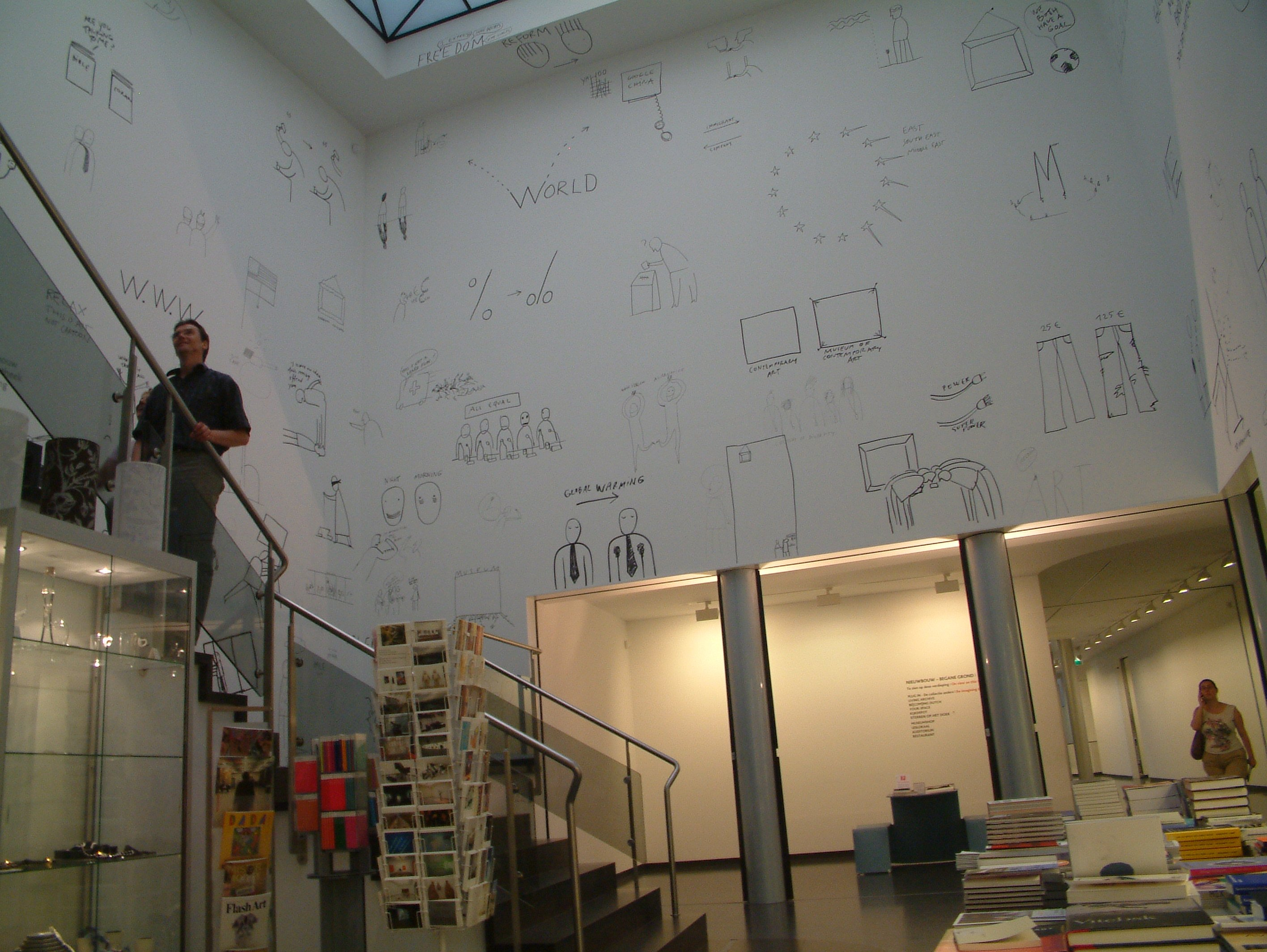
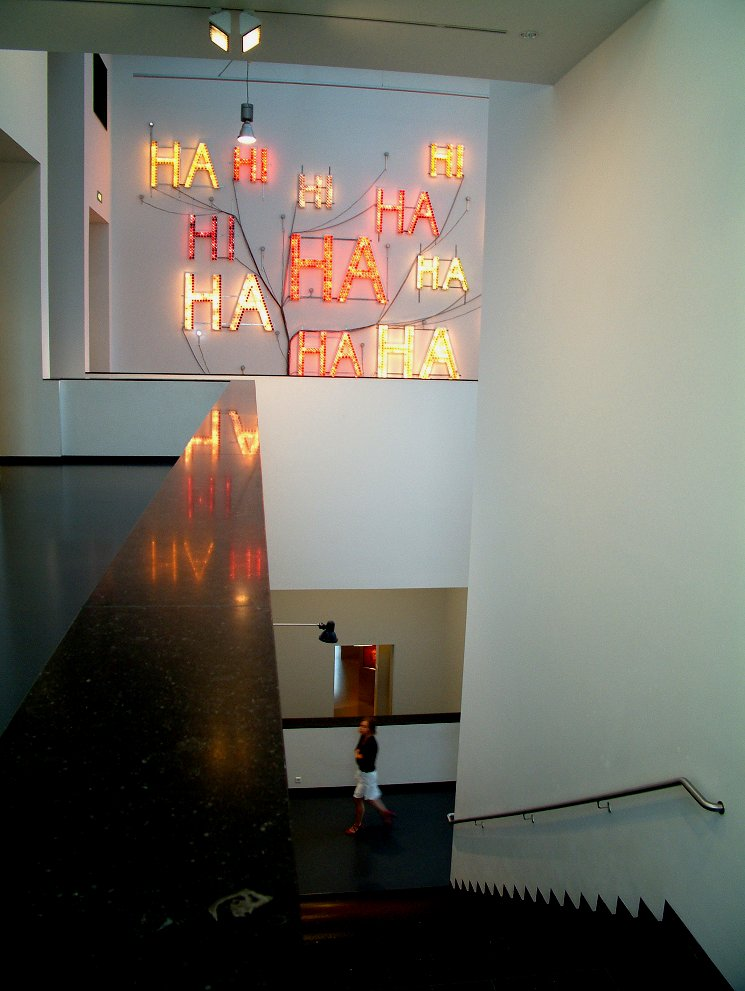
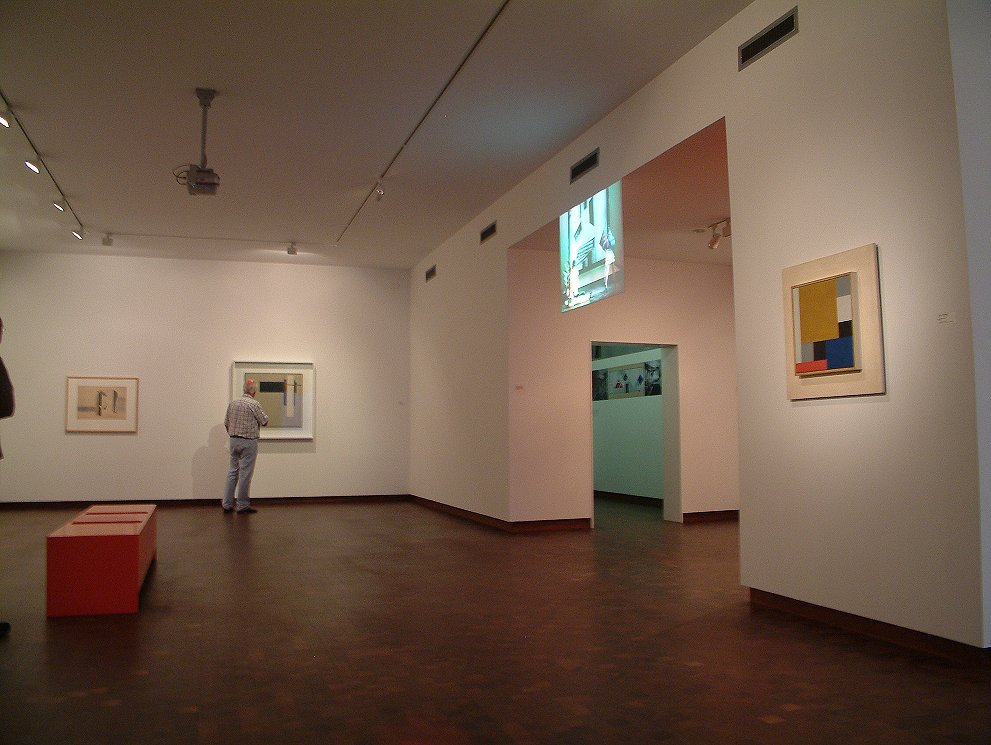
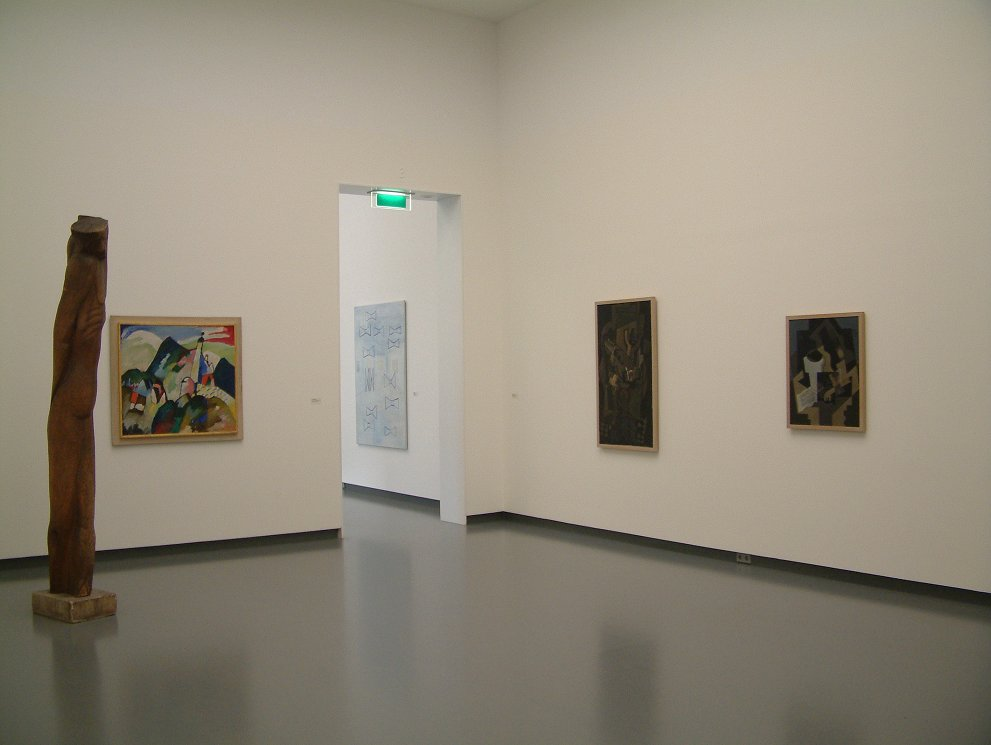